# Economia da Lituânia
A Lituânia tornou-se membro da Organização Mundial do Comércio e ingressou na UNIÃO EUROPEIA em 1 de maio de 2004. Desde a sua segunda independência, em 1991 e durante muitos anos, o país concentrou a maior parte de seu comércio com a Rússia. Porém, enfrentou uma crise em 1999  devido a opções econômicas inadequadas e devido ao seu despreparo para lidar com a crise russa ocorrida no ano anterior. Após isso, passou a direcionar a maior parte de seu comércio para o Ocidente, ingressando também na OMC.Antes de ela ser independente a economia dela vinha da agricultura.

## PIB
Em 2003, 1 ano antes de ingressar na União Europeia, a Lituânia foi o país que teve o maior crescimento dentre os países candidatos a ingressar no bloco no ano seguinte: 8,8%. Em 2004, 7,5% 2005, 8,1 % 2006 (Q. I) ano de entrada na UE, o crescimento do PIB atingiu 6,6%.
Após a entrada na UE, ocorrida em 1 de maio de 2004, o desemprego caiu para 10,6% da população economicamente ativa. Porém muitos analistas dizem que parte disto se deveu à emigração de lituanos para outros países da União Europria desde aquela data. A moeda nacional, o litas (LTL) mantém-se atrelada ao euro desde 2002, a uma taxa aproximada de 3,45 LTL por 1 euro.

## Situação EUA
Apesar do crescimento económico do país, muitos vivem ainda numa pobreza abjeta, e a situação não parece melhorar. É visível o aparecimento de uma elite urbana, enquanto a pobreza rural pouco mudou. Segundo o Departamento de Estado dos EUA, o salário mínimo mensal na Lituânia era equivalente, aproximadamente, a US$ 107,50.